# Hercegovački ustanak (1875. – 1878.)
Hercegovački ustanak (1875. – 1878.), Bosansko-hercegovački ustanak ili Nevesinjska puška bio je ustanak bosanskohercegovačkih Hrvata i Srba podignut u okolini Nevesinja 1875. godine protiv osmanske vlasti, koji se ubrzo proširio na cijelu Bosnu i Hercegovinu. 
Trajao od 9. srpnja 1875. do 4. kolovoza 1877. godine.
Dana 9. lipnja 1875. jedan od prvih sukoba Hercegovaca i Osmanlija izbio je na brdu Gracu kraj Nevesinja.
Dana 13. lipnja 1875. pravoslavni seljani Zovog Dola u kadiluku Nevesinje – Hercegovački sandžak, digli su pobunu.
Ustanike su podržale oružjem i dobrovoljcima Crna Gora i Srbija što je dovelo do početka Srbijansko-turskih ratova i nastanka Velike istočne krize. U Bosnu su nagrnuli i mnogi Hrvati i Slovenci, pa čak i neki talijanski garibaldinci, koji su svi bili uvjereni da je na pomolu veliko budenje Južnih Slavena. 
Dana 30. svibnja Srbija i Crna Gora navijestile su rat Osmanskom Carstvu, nakon što su prethodno sklopile savez. Srbijanski knez Milan izdao je ultimatum osmanskoj državi u kojem je zahtijevao da mu predaju upravu nad Bosanskim vilajetom, a Hercegovinu Crnoj Gori. Osmanlije su to odbile pa im je Srbija objavila rat 2. srpnja, a Crna Gora 3. srpnja. 
U srpnju 1876. Srbija i Crna Gora navijestile su rat Otomanskom Carstvu, sporazumijevši se da će prva anektirati Bosnu, a druga Hercegovinu. Ponašanje Srbije učvrstilo je ionako neprijateljski stav osmanskih vlasti prema pravoslavnom pučanstvu. 
Dana 22. kolovoza 1875. srbijanske su snage pokušale prijeći Drinu i napasti Zvornik. Napadačke snage bile su jake 200 vojnika, no muslimanska posada bila je dobro pripremljena za obranu zbog čega su se srbijanske snage povukle. 
Dana 29. kolovoza 1875. ustanici su nakon cjelodnevnih borbi skršili otpor osmanske posade i osvojili Nevesinje.
Srbijanska vojska nanovno je napala 4. rujna prešavši Drinu između Bijeljine i Zvornika te napala selo Šepak. Tad je poginuo muslimanski vođa Hifzi Đumišić.
Bosanski namjesnik okupio je vojsku koja je djelovala okrutno, ali nedjelotvorno. Oni su, bojeći se općeg prevrata, počeli terorizirati seljake. Godine 1876. popaljeno je na stotine sela i pobijeno najmanje 5000 seljaka. Do kraja te godine broj izbjeglica iz Bosne i Hercegovine popeo se na najmanje 100.000, a možda čak i na 250.000.
Godine 1877. i Rusija je navijestila rat Osmanskom Carstvu. U ustanku su se istakli Тripko Vukalović, Mićo Ljubibratić, Maksim Baćović, Đoko Vlajković i dr.
Posljedica ustanka i ratova koji su vođeni protiv Osmanskoga Carstva bio je Berlinski kongres 1878., na kojem su Crna Gora i Srbija dobile nezavisnost i određena teritorijalna proširenja, ali ne i Bosnu i Hercegovinu koju je Austro-Ugarska okupirala, iako je de jure ostala u sastavu Osmanskoga Carstva.